# Loudetia
Genre
Loudetia est un genre de plantes monocotylédones de la famille des Poaceae, sous-famille des Panicoideae, originaire d'Afrique, d'Arabie et d'Amérique latine, qui comprend une vingtaine d'espèces.

## Liste d'espèces
Selon World Checklist of Selected Plant Families (WCSP) (2 janvier 2017) :
- Loudetia angolensis C.E.Hubb. (1934)
- Loudetia annua (Stapf) C.E.Hubb. (1934)
- Loudetia arundinacea (Hochst. ex A.Rich.) Hochst. ex Steud. (1854)
- Loudetia cerata (Stapf) C.E.Hubb. (1934)
- Loudetia coarctata (A.Camus) C.E.Hubb. (1934)
- Loudetia cuanzensis Lubke & Phipps, Bol. Soc. Brot., sér. 2 (1967)
- Loudetia demeusei (De Wild.) C.E.Hubb. (1934)
- Loudetia densispica (Rendle) C.E.Hubb. (1934)
- Loudetia echinulata C.E.Hubb. (1949)
- Loudetia esculenta C.E.Hubb. (1949)
- Loudetia filifolia Schweick. (1935)
- Loudetia flammida (Trin.) C.E.Hubb. (1936)
- Loudetia flavida (Stapf) C.E.Hubb. (1934)
- Loudetia furtiva Jacq.-Fél., Adansonia, n.s. (1972)
- Loudetia hordeiformis (Stapf) C.E.Hubb. (1934)
- Loudetia jaegeriana A.Camus (1954)
- Loudetia kagerensis (K.Schum.) C.E.Hubb. (1937)
- Loudetia lanata (Stent & J.M.Rattray) C.E.Hubb. (1934)
- Loudetia migiurtina (Chiov.) C.E.Hubb. (1934)
- Loudetia phragmitoides (Peter) C.E.Hubb. (1934)
- Loudetia pratii Jacq.-Fél., Adansonia, n.s. (1972)
- Loudetia simplex (Nees) C.E.Hubb. (1934)
- Loudetia tisserantii C.E.Hubb. (1949)
- Loudetia togoensis (Pilg.) C.E.Hubb. (1934)
- Loudetia vanderystii (De Wild.) C.E.Hubb. (1934)